# Hindupur
Hindupur, (en télougou : హిందూపురం ; en hindi : हिन्दुपुर), est une ville du district d'Anantapur, jusqu'en 2022, puis du district de Sri Sathya Sai, à compter de sa formation le 3 avril 2022, dans l'État de l'Andhra Pradesh, en Inde. Selon le recensement de l'Inde de 2011, elle compte une population de 151 677 habitants. La ville est située à la limite de la frontière entre l'Andhra et le Karnataka et est le siège du tehsil Hindupur mandal (en). Elle est située à 100 km de Bangalore, la capitale du Karnataka, à 464 km de Hyderabad (l'ancienne capitale de l'Andhra Pradesh unifiée) et à 98 km d'Anantapur, l'ancien chef-lieu de district.